# Andreas Ivanschitz
Andreas Ivanschitz (Eisenstadt, Austria, 15 de octubre de 1983) es un exfutbolista austriaco que jugaba de centrocampista. Participó en la Eurocopa de 2008 con Austria.

## Biografía
Ivanschitz empezó su carrera futbolística en el Rapid de Viena. Su debut profesional se produjo en la Copa de Austria, el 26 de octubre de 1999, convirtiéndose en el jugador más joven (16 años) en debutar con el primer equipo. 
En esta etapa de su carrera salió elegido como el mejor jugador de la liga en 2003. Conquistó un título de Liga en 2005.
En enero de 2006 fichó por el Red Bull Salzburgo, equipo en el que no destacó y que decidió cederlo al Panathinaikos. Tras destacar en la Alpha Ethniki, el club griego decidió ejecutar la opción de compra que tenía.
Para la temporada 2009-10, el Panathinaikos decide cederlo un año al conjunto alemán del 1. FSV Maguncia 05, donde permaneció dos temporadas a préstamo, hasta que en 2011, tras dos grandes temporadas, el club alemán decide comprarlo, convirtiéndose en uno de los emblemas del equipo. 
El 8 de junio de 2013 se confirmó su fichaje por el Levante UD de la Primera División de España. En el Levante también consiguió hacerse importante durante su primera campaña, ya que jugó casi todo, 29 partidos en los que anotó 3 goles.
Los aficionados de su país le conocen popularmente como el Austrian Beckham (el Beckham austríaco), debido a similitudes que presenta con el ex gran jugador inglés.

## Selección nacional
Ha sido internacional con la Austria en 69 ocasiones. Su debut como internacional se produjo el 26 de marzo de 2003 en un partido contra Grecia, y con tan solo 19 años portó el brazalete de capitán de su selección.
El 11 de octubre de 2003 anotó su primer gol con la selección en un partido contra la República Checa. Se convirtió en el jugador más joven en marcar con la selección de Austria.
Fue convocado por su selección para disputar la Eurocopa de Austria y Suiza de 2008, donde disputó todos los partidos de su equipo como titular.
En septiembre de 2009 el entrenador de Austria, Dietmar Constantini, dejó fuera de todas sus convocatorias a Ivanschitz por decisiones técnicas. Fue llamado de nuevo al equipo nacional después de la dimisión de Constantini como entrenador, el 13 de septiembre de 2011, dos años después de jugar su último partido con el combinado nacional.

### Goles internacionales
| #   | Fecha                   | Estadio                             | Rival           | Gol | Resultado | Competición                 |
| --- | ----------------------- | ----------------------------------- | --------------- | --- | --------- | --------------------------- |
| 1.  | 11 de octubre de 2003   | Estadio Ernst Happel, Viena         | República Checa | 2–1 | 2–3       | Clasificación Eurocopa 2004 |
| 2.  | 4 de septiembre de 2004 | Estadio Ernst Happel, Viena         | Inglaterra      | 2–2 | 2–2       | Clasificación Mundial 2006  |
| 3.  | 23 de mayo de 2006      | Estadio Ernst Happel, Viena         | Croacia         | 1–1 | 1–4       | Amistoso                    |
| 4.  | 7 de febrero de 2007    | Estadio Nacional Ta' Qali, Ta' Qali | Malta           | 1–1 | 1–1       | Amistoso                    |
| 5.  | 17 de octubre de 2007   | Tivoli Neu, Innsbruck               | Costa de Marfil | 2–1 | 3–2       | Amistoso                    |
| 6.  | 26 de marzo de 2008     | Estadio Ernst Happel, Viena         | Países Bajos    | 1–0 | 3–4       | Amistoso                    |
| 7.  | 6 de septiembre de 2008 | Estadio Ernst Happel, Viena         | Francia         | 3–1 | 3–1       | Clasificación Mundial 2010  |
| 8.  | 7 de octubre de 2011    | Dalga Arena, Bakú                   | Azerbaiyán      | 0-1 | 1–4       | Clasificación Eurocopa 2012 |
| 9.  | 29 de febrero de 2012   | Hypo-Arena, Klagenfurt              | Finlandia       | 3–0 | 3–1       | Amistoso                    |
| 10. | 15 de agosto de 2012    | Estadio Ernst Happel, Viena         | Turquía         | 2–0 | 2–0       | Amistoso                    |
| 11. | 22 de marzo de 2013     | Estadio Ernst Happel, Viena         | Islas Feroe     | 3–0 | 6–0       | Clasificación Mundial 2014  |
| 12. | 15 de octubre de 2013   | Tórsvøllur, Tórshavn, Islas Feroe   | Islas Feroe     | 0-1 | 0–3       | Clasificación Mundial 2014  |

### Resumen nacional

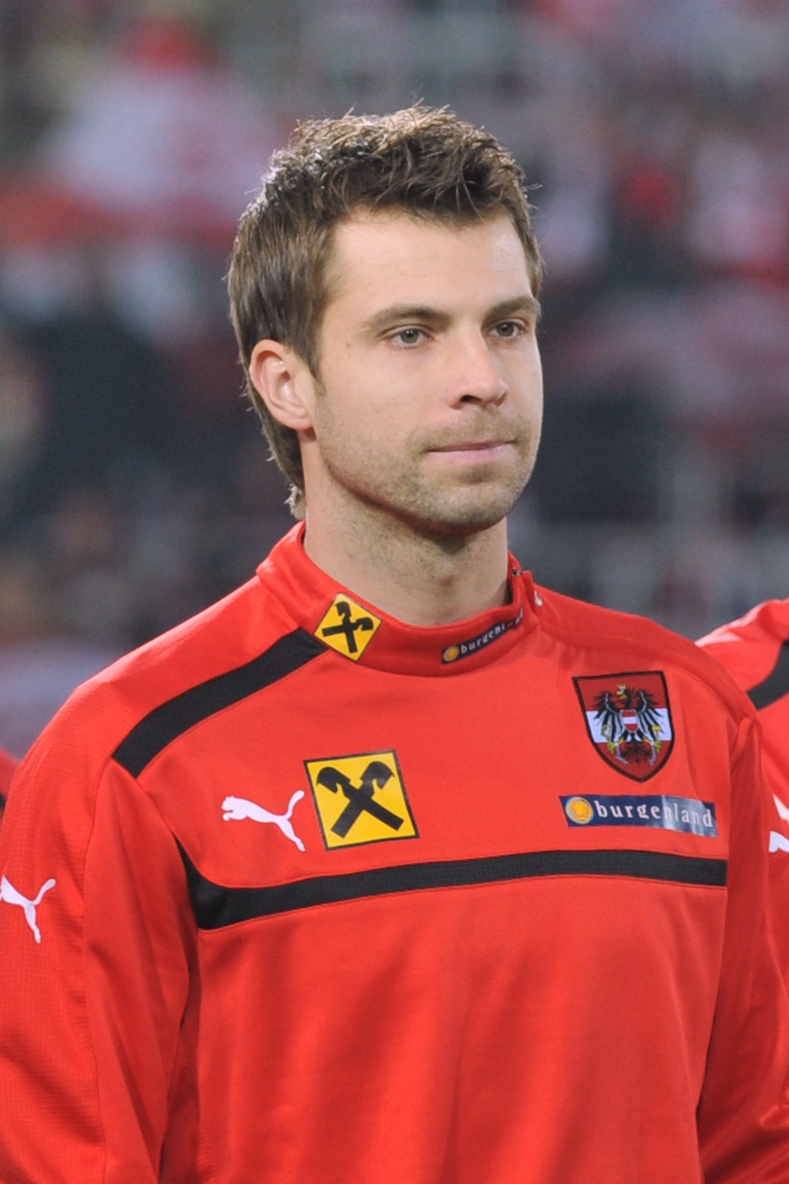
Ivanschitz con la selección de fútbol de Austria antes de un amistoso ante en noviembre de 2012.

| Selección de fútbol de Austria | Selección de fútbol de Austria | Selección de fútbol de Austria |
| Año                            | Partidos                       | Goles                          |
| ------------------------------ | ------------------------------ | ------------------------------ |
| 2003                           | 4                              | 1                              |
| 2004                           | 6                              | 1                              |
| 2005                           | 8                              | 0                              |
| 2006                           | 8                              | 1                              |
| 2007                           | 9                              | 2                              |
| 2008                           | 13                             | 2                              |
| 2009                           | 1                              | 0                              |
| 2011                           | 3                              | 1                              |
| 2012                           | 7                              | 2                              |
| 2013                           | 7                              | 2                              |
| 2014                           | 3                              | 0                              |
| Total                          | 69                             | 12                             |

## Clubes
| Club               | País            | Año       |
| ------------------ | --------------- | --------- |
| Rapid Viena        | Austria         | 1999-2006 |
| Red Bull Salzburgo | Austria         | 2006      |
| Panathinaikos      | Grecia          | 2006-2009 |
| Maguncia 05        | Alemania        | 2009-2012 |
| Levante UD         | España          | 2012-2015 |
| Seattle Sounders   | Estados Unidos  | 2015-2017 |
| Viktoria Plzeň     | República Checa | 2017-2018 |

### Distinciones individuales
| Distinción                                  | Año  |
| ------------------------------------------- | ---- |
| Premio APA al Futbolista del año en Austria | 2003 |

## Títulos
- 1 Bundesliga de Austria (Rapid de Viena, 2005)